# Bacieczki-Kolonia
Bacieczki-Kolonia – część miasta Białegostoku, położona w jego zachodniej części. Rozpościera się wzdłuż współczesnej ulicy Popiełuszki na wysokości ulicy Szarych Szeregów. Do 1954 roku oddzielna miejscowość.
Do 1939 roku miejscowość należała do gminy Białostoczek, w powiecie białostockim, w województwie białostockim. 16 października 1933 utworzono gromadę Bacieczki kolonia w gminie Białostoczek, składającą się z samej kolonii Bacieczki (wieś Bacieczki utworzyła odrębną gromadę). 
Po II wojnie światowej w gminie Bacieczki, w powiecie białostockim, w województwie białostockim.
1 kwietnia 1954 gromadę Bacieczki-Kolonia włączono (wraz z Bacieczkami, Korycinem, Starosielcami i skrawkami innych gromad ościennych) do Białegostoku.